# Шульгина, Виктория Вячеславовна
Виктория Вячеславовна Шульгина (род. 8 сентября 1993) — российская спортсменка, призёр чемпионатов России по вольной борьбе, мастер спорта России.

## Спортивные результаты
- Гран-при Иван Ярыгин 2016 года — ;
- Чемпионат России по женской борьбе 2015 года — ;
- Чемпионат России по женской борьбе 2014 года — ;
- Гран-при Иван Ярыгин 2013 года — ;
- Кубок России по борьбе 2012 года — ;
- Первенство России по борьбе 2011 года — ;